# Say Somethin’
Say Somethin' to piosenka w stylu pop / R&B z elementami hip-hopu skomponowana przez Mariah Carey, Snoop Dogga, Chada Hugo oraz Pharella Williamsa na dziesiąty studyjny album Carey, The Emancipation of Mimi. Za produkcję odpowiedzialni są The Neptunes. Utwór został wybrany jako szósty singiel promujący album The Emancipation of Mimi i został wydany tego samego dnia co piosenka "Fly Like a Bird".

## Lista i format singla
Europa CD singel
1. "Say Somethin'" (Wersja albumowa)
2. "Say Somethin'" (Morales Radio Edit)

Australia / Europa CD maxi singel
1. "Say Somethin'" (Wersja albumowa)
2. "Say Somethin'" (Stereo Anthem Mix)
3. "Say Somethin'" (Stereo Dub)
4. "Say Somethin'" (Teledysk)

## Listy przebojów
| Kraj              | Lista przebojów (2006)        | Pozycja |
| ----------------- | ----------------------------- | ------- |
| Australia         | ARIA Singles Chart            | 26      |
| Irlandia          | Singles Top 50                | 23      |
| Japonia           | Hot 100 Singles               | 80      |
| Niemcy            | Singles Top 100               | 63      |
| Portugalia        | Singles Top 50                | 11      |
| Szwajcaria        | Singles Chart                 | 55      |
| Włochy            | Singles Top 50                | 29      |
| Stany Zjednoczone | Billboard Hot 100             | 79      |
| Stany Zjednoczone | Billboard Pop 100             | 46      |
| Stany Zjednoczone | Billboard Hot Dance Club Play | 1       |
| Stany Zjednoczone | Billboard Hot 100 Airplay     | 73      |
| Wielka Brytania   | UK Singles Chart              | 27      |
| Wielka Brytania   | UK Airplay Chart              | 41      |
| Europa            | European Hot 100              | 60      |

## Sprzedaż i certyfikaty
| Kraj              | Sprzedaż | Certyfikat |
| ----------------- | -------- | ---------- |
| Australia         | 10,000+  | –          |
| Stany Zjednoczone | 125,000+ | –          |
| Wielka Brytania   | 15,000+  | –          |
| Świat             | 170,000+ | –          |